# Flabellina verrucosa
Flabellina verrucosa är en snäckart som först beskrevs av Michael Sars 1829.  Flabellina verrucosa ingår i släktet Flabellina och familjen Flabellinidae. Arten är reproducerande i Sverige. Inga underarter finns listade i Catalogue of Life.

## Bildgalleri

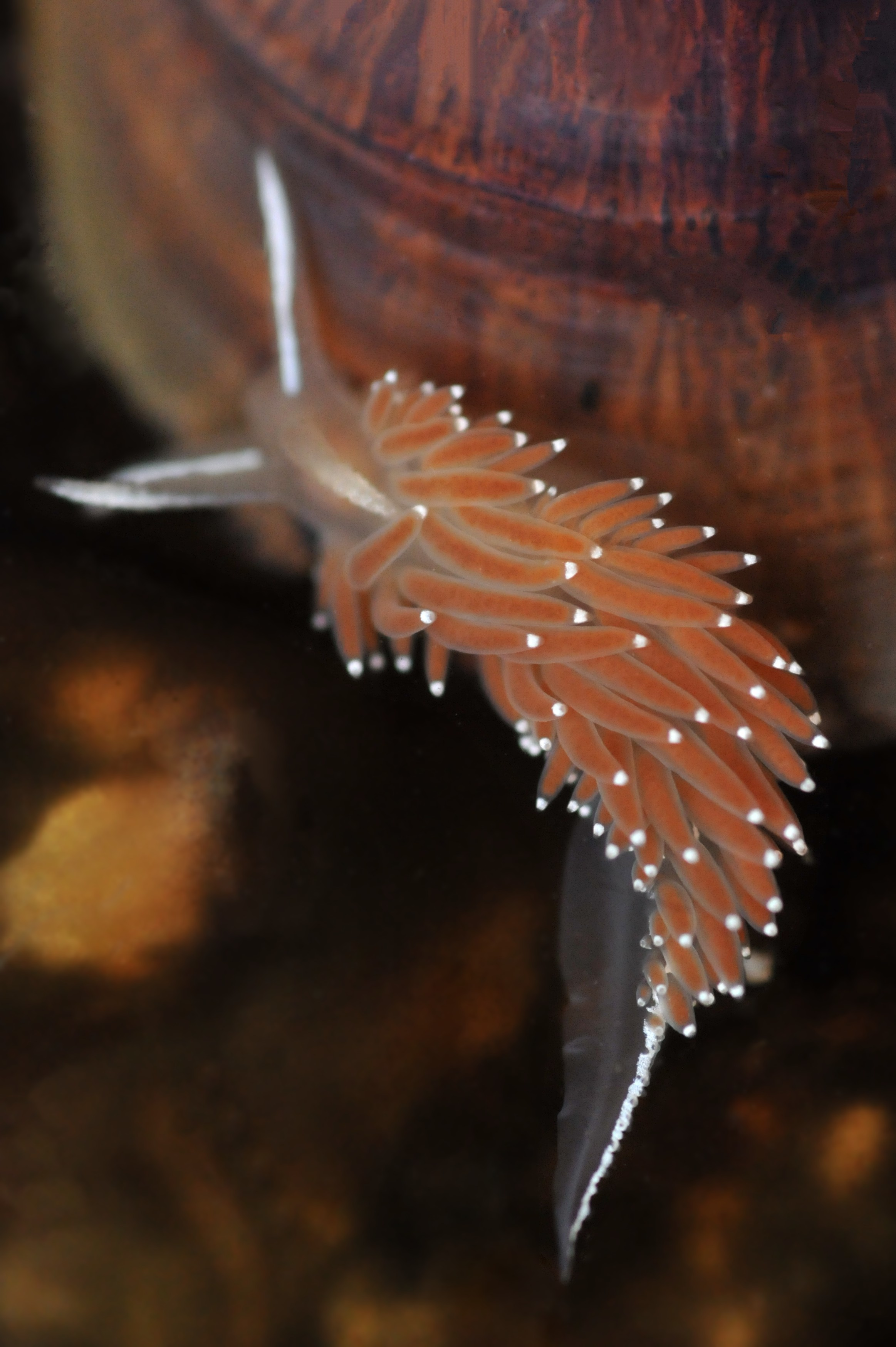